# Spider-Man: India
Spider-Man: India, (Brasil: Homem-Aranha Indiano ) é uma história em quadrinhos originalmente publicada na Índia pelo Gotham Entertainment Group em 2004, recontando a história original do Homem-Aranha da Marvel Comics, em um cenário e com personagens Indianos. Ele funcionou durante quatro edições, que mais tarde foram também publicadas no Estados Unidos em 2005 e recolhida como um trade paperback (ISBN 0-7851-1640-0). A série foi criado por Sharad Devarajan, Suresh Seetharaman e Jeevan J. Kang juntamente com a Marvel Comics.

## Sinopse
Pavitr Prabhakar, um pobre menino indiano, mora em uma vila e move-se para Mumbai com sua tia Maya e seu tio Bhim para estudar, pois, havia ganhado uma meia bolsa escolar. Seus pais haviam morrido alguns anos atrás. Os outros meninos da escola o provocavam e batiam nele. Ele sabe que seu tio Bhim está se esforçando para o sustentar ele e sua tia Maya, e ainda pagando a escola. Apenas Meera, uma menina da escola, fez amizade com ele. Enquanto isso, Nalin Oberoi, um senhor do crime local, usa um amuleto para fazer um antigo ritual, onde ele é possuído por um demônio que se empenha em abrir portões para demônios voltarem a terra. Ao ser perseguido por outras crianças, Pavitr encontra um antigo iogue que lhe dá o poder de uma aranha, para combater o mal que ameaça o mundo. Pavitr se recusa a ajudar uma mulher que está sendo atacada por vários homens. Ele deixa o local, mas volta quando ouve o grito de seu tio, que foi esfaqueado enquanto tentava ajudar a mulher. Assim Pavitr entende que com grandes poderes vem grandes responsabilidades.
Em seguida, Nalin Oberoi se torna humano novamente, transforma seu doutor em Doutor Octopus (sem os braços mecânicos habituais, e sim braços de demônios que para quem vê é muito parecido com seus braços mecânicos), e o envia para matar o Homem-Aranha, seguindo as vozes do demônio. Octopus falha e Homem-Aranha aparece nos jornais como sendo uma ameaça.
Oberoi, captura a tia de Pavitr, levando-a para uma refinaria fora de Mumbai. Lá, ele trai Doutor Octopus, golpeando para longe com um raio. Homem-Aranha chega e luta com Oberoi, que agora também capturou Meera. Ele deixa ambas, tia Maya e Meera caírem. Homem-Aranha salva sua tia, mas não consegue salvar Meera, que é salva por Octopus, que volta para se vingar de Oberoi. Pavitr revela sua identidade a Meera e pede que ela leve sua tia em segurança. 
Oberoi se livra de Octopus por bem, e toca Homem-Aranha com o amuleto. Uma criatura parecida com Venom, tenta tomar Homem-Aranha para o lado negro, mas ele se lembra de seu tio e rejeita o mal. Ao fazer isso, ele quebra a ligação entre Oberoi e os demônios, e ele se torna humano novamente.
Tudo volta ao normal, Homem-Aranha pega a menina e celebra o Diwali o festival Hindu das luzes, com sua tia.

## Semelhanças com o Homem-Aranha ocidental
O alter ego de Homem-Aranha nos quadrinhos é Pavitr Prabhakar uma distorção fonética para Peter Parker. À um grande número de outras semelhanças com os quadrinhos originais:
- Meera Jain, analogia a Mary Jane Watson
- Tia Maya, analogia a Tia May
- Tio Bhim, analogia a Tio Ben
- Nalin Oberoi, analogia a Norman Osborn, e transformado em um demônio remanescente ao Duende Verde.
- Hari Oberoi, analgoia a Harry Osborn
- Venom
- Doutor Octopus
- Flash Thompson